# Blickpunkt:Film
Blickpunkt:Film ist eine Fachzeitschrift über die Filmwirtschaft, die seit 1976 wöchentlich erscheint, üblicherweise donnerstags. Standardrubriken heißen: Die Woche, Das Thema, Das Interview, Kino, TV/Streaming, Produktion, Interview, Review, Charts und Die nächste Woche.
Die Zeitschrift berichtet über aktuelle Vorgänge in der deutschen und internationalen Filmbranche. Dabei stehen Berichte von Filmfestivals, Kinostarts, Fernsehereignissen und wirtschaftlichen Veränderungen im Vordergrund. Seit einem Relaunch im April 2016 berichtet Blickpunkt:Film neben der Film- und Fernsehwirtschaft auch über den digitalen Home-Entertainment-Markt, um damit der durch neue digitale Medien veränderten Filmverwertungskette Rechnung zu tragen.
Für die erfolgreichsten Kinofilme verleiht die Zeitschrift den Bogey Award.

## Charts
Die Zeitschrift schafft einen Überblick über die Zuschauerzahlen und Einspielergebnisse der Kino- und Fernsehauswertungen. Die deutschen Kinocharts werden in folgenden Kategorien ausgewertet: 
1. Kino Deutschland: Top 50 Kinohits der Woche (online: Top 100+)
2. Kino Deutschland: Top 50 der letzten 52 Wochen (nur online)
3. Kino Deutschland: Top 10 Arthouse-Filme
4. Kino Deutschland: Top 3 Deutsche Filme, Besucherschnitt, Jahreshits

Auch die Marktanteile der Verleiher und die internationalen Kinocharts aus USA (Top 50), Österreich, Großbritannien, Frankreich, Spanien (je Top 10) werden dargestellt. Des Weiteren liefert die Zeitschrift Charts über DVD- und Blu-ray-Verkäufe, Streaming-Abrufe und Einschaltquoten.